# 髙市賢悟
髙市 賢悟（たかいち けんご、1993年4月6日 - ）は、日本の柔道家。愛媛県出身。階級は66kg級。身長168cm。組み手は右組み。段位は三段。血液型はB型。得意技は背負投で変則的なやり方が多い。現在は旭化成に所属。

## 経歴
柔道は4歳の時に父親の影響で同郷の先輩である浅見八瑠奈や中矢力の出身道場でも知られる伊予柔道会で始めた。また、髙市の父親が動物園の飼育員だった関係から、ホッキョクグマの赤ちゃん「ピース」を国内初の人工飼育に成功させるため、自宅で24時間世話することになり、6歳の時から4ヶ月ほど一緒に遊んだり、布団に包まって寝るなどして過したこともあった。小学校5年の時には全国少年柔道大会に出場すると、決勝で46kgも重い長野竜希に2－1の僅差ながら勝利して優勝を飾った。全国小学生学年別柔道大会軽量級では、準決勝で宮崎県代表の丸山城志郎に判定で敗れて3位に終わった。6年生の時には45kg級に出場して決勝まで進むが、栃木県代表の髙藤直寿に1－2の判定で惜敗した。港南中学3年の時には全国中学校柔道大会66kg級で5位にとどまった。
新田高校に進むと、1年の時には高校選手権73kg級で3位となった。2年の時には全日本ジュニアで3位に入った。3年の時にはインターハイで優勝を飾ったが、全日本ジュニアでは2位にとどまった。
2012年には東海大学に進学すると、2年の時に講道館杯で3位となった。続くグランプリ・チェジュでは決勝で明治大学4年の六郷雄平に敗れた。2014年2月にはヨーロッパオープン・オーバーヴァルトに出場すると、5試合全てを得意の背負投で一本勝ちして優勝を飾った。3年の時には4月の選抜体重別の準決勝で世界チャンピオンであるパーク24の海老沼匡に合技で一本勝ちすると、決勝では了徳寺学園職員の六郷を指導2で破り、初出場ながら自身21回目の誕生日を勝利で飾った。また、海老沼に続いて世界選手権代表に選出された。6月のグランプリ・ブダペストでは優勝した。これでジュニア時代から国際大会における対外国選手の無敗記録が続くことになった（2012年のドイツジュニアでは竪山将、2013年のグランプリ・チェジュでは六郷に敗れての2位）。8月の世界選手権では5位に終わり、対外国選手無敗記録が途切れた。世界団体では優勝メンバーの一員として名を連ねることになった。12月のグランドスラム・東京では3位決定戦で海老沼に一本勝ちして3位となった。2015年2月のグランプリ・デュッセルドルフ決勝では、昨年のアジア大会優勝者であるモンゴルのダワードルジ・トゥムルフレグを指導2で破って優勝した。4年の時には4月の選抜体重別の準決勝で神港学園高校3年の阿部一二三を後袈裟固で破るも、決勝では海老沼に技ありで敗れた。しかしながら実績を評価されて、世界選手権の代表に追加で選出されることになった。5月のワールドマスターズではダワードルジに一本負けして3位にとどまった。8月の世界選手権では初戦でスペインのスゴイ・ウリアルテに袖釣込腰で一本負けを喫した。しかし世界団体では準決勝のドイツ戦に出場して敗れはしたものの、優勝メンバーの一員として名を連ねることになった。10月の体重別団体では優勝を飾った。12月のグランドスラム・東京では前年に続いて3位となった。
2016年には実業個人選手権で優勝した。グランプリ・タシュケントでは決勝でカザフスタンのアザマト・ムカノフを背負投の技ありで破って優勝した。2017年4月の体重別では決勝で阿部に大外刈で敗れて2位に終わった。2019年のアジアオープン・台北ではパーク24の藤阪泰恒に技ありで敗れて2位にとどまった。
2022年5月に現役を引退した。11月には63kg級の元世界2位の田代未来と結婚した。なお田代とは、2014年のグランプリ・ブダペストにおけるドーピング検査の際に、ロンドンオリンピック金メダリストの松本薫に勧められたことがきっかけで付き合い始めることになった。
2023年4月からは台湾のナショナルチームでコーチを務めることになり、東京オリンピック60kg級銀メダリストである楊勇緯などを指導することになった。
2024年10月には全日本女子代表チームのコーチに就任した。

## 戦績
- 2004年 - 全国少年柔道大会 個人戦 優勝
- 2004年 - 全国小学生学年別柔道大会 軽量級 3位
- 2005年 - 全国小学生学年別柔道大会 45kg級 2位

66kg級での戦績
- 2008年 - 全国中学校柔道大会 5位
- 2010年 - 全国高校選手権 3位（73kg級）
- 2010年 - 全日本ジュニア 3位
- 2011年 - インターハイ 優勝
- 2011年 - 全日本ジュニア 2位
- 2011年 - エクサンプロヴァンスジュニア国際 優勝
- 2012年 - ブレーメン国際 優勝
- 2012年 - ドイツジュニア国際 2位
- 2012年 - 韓国ジュニア国際 優勝
- 2013年 - ロシアジュニア国際 優勝
- 2013年 - 講道館杯 3位
- 2013年 - グランプリ・チェジュ 2位
- 2014年 - ヨーロッパオープン・オーバーヴァルト 優勝
- 2014年 - 体重別 優勝
- 2014年 - グランプリ・ブダペスト 優勝
- 2014年 - 世界選手権 5位
- 2014年 - 世界団体 優勝
- 2014年 - グランドスラム・東京 3位
- 2015年 - グランプリ・デュッセルドルフ 優勝
- 2015年 - 体重別 2位
- 2015年 - ワールドマスターズ 3位
- 2015年 - 世界団体 優勝
- 2015年 - 体重別団体 優勝
- 2015年 - グランプリ・青島 3位
- 2015年 - グランドスラム・東京 3位
- 2016年 - グランプリ・デュッセルドルフ 5位
- 2016年 - 実業個人選手権 優勝
- 2016年 - グランプリ・タシュケント 優勝
- 2016年 - 講道館杯 5位
- 2017年 - 体重別 2位
- 2017年 - グランプリ・フフホト 5位
- 2017年 - 実業個人選手権 3位
- 2018年 - 講道館杯 5位
- 2019年 - アジアオープン・台北 2位
- 2021年 - 実業個人選手権 3位

（出典、JudoInside.com）